# Bernard Rands
Bernard Rands (ur. 2 marca 1934 w Sheffield) – amerykański kompozytor pochodzenia angielskiego.

## Życiorys
W dzieciństwie uczył się gry na fortepianie i organach. Studiował muzykę i literaturę na University of Wales w Bangor u Reginalda Smitha Brindle’a, uzyskując stopień Bachelor of Arts (1956) i Master of Arts (1958). Następnie uczył się u Romana Vlada w Rzymie i Luigiego Dallapiccoli we Florencji. W latach 1962–1963 odbył uzupełniające studia u Luciana Beria. W latach 1963–1965 uczestniczył w Międzynarodowych Letnich Kursach Nowej Muzyki w Darmstadcie u Pierre’a Bouleza i Bruna Maderny. W latach 1966–1968 jako stypendysta Harkness International Fellowship przebywał w Stanach Zjednoczonych na Princeton University i University of Illinois. Od 1969 do 1975 roku był wykładowcą University of York. 
W 1975 roku osiadł na stałe w USA, w 1983 roku otrzymał obywatelstwo amerykańskie. Wykładał na Uniwersytecie Kalifornijskim w San Diego, Unwiersytecie Bostońskim, Juilliard School i na Uniwersytecie Harvarda. W latach 1989–1996 był kompozytorem rezydentem przy Philadelphia Orchestra. Laureat stypendium Fundacji Pamięci Johna Simona Guggenheima (1982). Doktor honoris causa University of Sheffield (1996).
W 1984 roku otrzymał Nagrodę Pulitzera za utwór Canti del sole na tenora i orkiestrę. W 1986 roku nagrodzony został Kennedy Center Friedheim Award za utwór Le Tambourin.

## Twórczość
Styl muzyczny Randsa ukształtował się pod silnym wpływem twórczości Luciana Beria, od którego przejął operowanie różnymi współczesnymi technikami kompozytorskimi i tendencję do eksponowania wirtuozerii instrumentalnej. Początkowo pozostawał w ścisłym związku ze środowiskiem amerykańskiej awangardy muzycznej, pod koniec lat 70. XX wieku w jego twórczości zarysowuje się jednak szereg zmian stylistycznych, na skutek fascynacji irlandzkim folklorem muzycznym kompozytor odszedł wówczas od ideałów szkoły darmsztadzkiej, a jego utwory nabrały bardziej lirycznego i osobistego charakteru.

## Wybrane kompozycje
(na podstawie materiałów źródłowych)

### Utwory orkiestrowe
- Per esempio (1968)
- Wildtrack 1 (1969)
- Agenda (1969–1970)
- Mésalliance na fortepian i orkiestrę (1972)
- Wildtrack 2 na sopran i orkiestrę (1973)
- Aum na harfę i orkiestrę (1974)
- Madrigali (1977)
- Le Tambourin (1984)
- Ceremonial 1 (1985)
- Requiescant (1985–1986)
- Ceremonial 2 (1986)
- Hiraeth na wiolonczelę i orkiestrę (1987)
- ...Body and Shadow... (1988)
- London Serenade (1988)
- Ceremonial 3 (1991)
- Tre canzone senza parole (1992)
- ...Where the Murmurs Die (1993)
- Symfonia (1994)
- Canzoni (1995)
- I Koncert wiolonczelowy (1996)
- Koncert potrójny na fortepian, wiolonczelę, perkusję i orkiestrę (1997)

### Utwory kameralne
- Actions for 6 na flet, harfę, 2 perkusje, altówkę i wiolonczelę (1962–1963)
- Formants 2 – Labyrinthe na klarnet, puzon, fortepian, 2 perkusje, altówkę i wiolonczelę (1969–1970)
- déjà na flet, klarnet, fortepian, altówkę i wiolonczelę (1970)
- „as all get out” na zmienny zespół instrumentów (1972)
- Response – Memo 1B na kontrabas i taśmę lub 2 kontrabasy (1973)
- Cuaderno na kwartet smyczkowy (1974)
- étendre na obój solo i 11 instrumentów (1974)
- Scherzi na klarnet, fortepian, skrzypce i wiolonczelę (1974)
- Serenata 75 (1976)
- Obbligato – Memo 2C na puzon i kwartet smyczkowy (1980)
- Serenata 85 na flet, harfę, skrzypce, altówkę i wiolonczelę (1986)
- ...in the receding mist... na flet, harfę, skrzypce, altówkę i wiolonczelę (1988)
- Ceremonial na zespół dęty (1993)
- II Kwartet smyczowy (1994)
- Concertino na obój i zespół instrumentów (1996)

### Utwory na instrumenty solowe
- Tre espressioni na fortepian (1960)
- Formants 1 – Les Gestes na harfę (1965)
- Memo 1 na kontrabas (1971)
- Memo 2 na puzon (1975)
- Memo 5 na fortepian (1975)

### Utwory wokalno-instrumentalne
- Sound Patterns 1 na głosy i ręce (1967)
- Sound Patterns 2 na głosy, perkusję i instrumenty (1967)
- Sound Patterns 3 na głosy (1969)
- Ballad 1 na mezzosopran i 5 instrumentów (1970)
- Ballad 2 na głos i fortepian (1970)
- Ballad 3 na sopran, taśmę i dzwon (1974)
- Ballad 4 na głosy i 20 instrumentów (1980)
- Canti lunatici na sopran i orkiestrę (1981)
- Canti del sole na tenora i orkiestrę (1983–1984)
- Flickering Shadows na głosy solowe i instrumenty (1983–1984)
- ...among the voices... na chór i harfę (1988)
- Canti dell’Eclisse na bas i orkiestrę (1992)
- Interludium na chór i orkiestrę (1995)
- Requiescant na sopran, chór i orkiestrę (1996)

### Utwory sceniczne
- Memo 2B na puzon i tancerkę (1980)
- Memo 2D na puzon, kwartet smyczkowy i tancerkę (1980)
- opera Belladonna (1999)